# Mbabane East
Mbabane East ist ein Inkhundla (Verwaltungseinheit) in der Region Hhohho in Eswatini. Das Inkhundla ist 36 km² groß und hatte 2007 gemäß Volkszählung 36.792 Einwohner.
Das Inkhundla umfasst ungefähr den Ostteil von Mbabane, der Hauptstadt Eswatinis.
Es gliedert sich in die Imiphakatsi (Häuptlingsbezirke) Fonteyn, Msunduza, Mdzimba/Lofokati und Sidwashini.